# 도서관사
도서관사(History of Libraries)는 시대적·지리적으로 도서관과 도서관환경을 연구하는 학문으로 문헌정보학의 주요 학문중 하나이다.

## 시대별 도서관
도서관학에서의 도서관은 시대적 지리적으로 나뉘어 특성에 따라 연구된다.
도서관을 시대적으로 분류하면 고대도서관 중세도서관 르네상스도서관 근대도서관 현대도서관 등으로 나뉘게되는데 
고대의 대표적 도서관으로는 아슈르바니팔 도서관과 알렉산드리아 도서관 등이 있다. 
중세도서관에서의 대표적 도서관은 다양한 수도원 도서관과 대학도서관들이 있다.
르네상스시대에는 구텐베르크의 인쇄술의 발명으로 이용도서관이 생기고 백과사전의 시대가 되었다.
근대의 도서관은 영국과 미국을 중심으로 나뉘게 되는데 영국을 중심으로는 회원제 도서관 자료대출도서관 직공도서관 공공도서관등이 생기고 납본제도가 성립되었다.
미국을 중심으로 보면 도제도서관과 상업도서관 학군도서관 등이 생겨났다.

## 한국의 도서관 (삼국시대~고려시대까지)
한국의 도서관은 대표적으로 삼국시대, 통일신라시대, 후삼국시대, 고려시대, 조선시대, 일제시대, 해방이후로 나눌수 있다.
삼국시대의 대표적 도서관으로는 고구려의 경당이 설립되었다. 
통일신라시대때에는 국학과 독서삼품과가 설립되었다.
후삼국시대에는 태봉국 궁예의 금서성과 발해국때의 문적원이 설립되었다.
고려시대에는 초기에 궁궐안에 비각, 밖에 비서성이 설치되었고 춘추관과 예문관을 설치하여 왕조역사를 기록하였다.
성종9년에 수서원을 설치하였고 11년에 국자감을 설치하였다.
인종때 국립의 경사육학, 지방의 향학을 설립하였다.

## 한국의 도서관(조선전기~개화기)

### 조선 전기(1392-1880)
조선전기에 집현전, 규장각, 홍문관, 검서청등이 설립되었고 내사고와 외사고 등의 사고가 설치되었다. 이후 성종 6년(1475)에는 존경각 설치 및 소수서원, 도산서원 등의 서원이 발달되었다.

### 조선 개화기(1880-1910)
왕립도서관인 규장각의 확대로 장서각을 설치하였다.
국립도서관인 대한도서관 설립되었고 1910년 한국도서관으로 개편되었다가 이후 1911년에 조선총독부 취조국에 10만 장서를 몰수되었다
전문도서관인 박문국문고와 동문학신문보관문고가 설립되었다
특수도서관인 종로감옥서 문고 설립, 공공도서관인 대동서관 (1906, 평양)이 설립되었다
일본인 도서관으로 일본인 거주지역에 독서구락부, 신문종람소등이 설립되었다.
1897년 부산 문고가 설립되었고 이후 1910년에 부산도서관으로 발전되었다.
1909년에 경성일본인상업회의소 내에 경성문고가 설립되었고 이후 경성도서관으로 발전되었다. 광복 후 1946년 9월 18일 서울특별시가 설립되면서 종로도서관으로 이름을 바꾸게 되었다.

## 한국의 도서관(일제강점기~현대)

### 일제강점기(1910-1945)
1922 명동에 서울 최초의 공립 공공도서관인 경성부립도서관이 설립되었다. 이후 1927년 현재의 중구 소공동으로 옮긴 뒤 광복 이후에는 남대문도서관으로 이름이 바뀌었다. 
1964년 현대식 도서관 전용 건물을 마련해 용산구 후암동으로 이전했다. 남산도서관으로 개명되었다.
1923년 조선총독부 도서관이 개관되었다. 해방 이후 모든 장서는 국립중앙도서관으로 승계되었다.
1939년 국민총력운동의 일환으로 조선도서관연맹이 결성되었다.

### 해방이후(1945-)
1945년 8월 30일 조선도서관협회가 조직되었다.
1945년 10월 15일에 서울 중구 소공동에 국립도서관으로 개관하였으며, 1946년에는 부설도서관학교(사서 양성기관)를 설립하여 운영하였으며 이후 1957년 9월 20일에 서울 마포구 아현동에 분관 개관, 1963년에  국립도서관을 국립중앙도서관으로 개칭하였다 
1952년 부산에서 국회도서실이 설립되었고 이후 1955년 11월 16일 국회도서관으로 승격되어 1975년 9월 15일에 여의도로 청사로 이전되었다.
1955 한국도서관협회가 결성되었다. 이후 1963년에 도서관법 입법이 공포되었고 1965 동 시행령, 1966 동 시행령 규칙이 공포되었다.
1957 최초의 도서관학과가 연세대학교에서 창설되었다. 이후 이화여대(1959), 중앙대(1963), 성균관대(1964), 경북대(1973), 숙명여대(1975) 등의 여러 대학들이 도서관학과를 추가로 창설하였다. 이는 이후 1990년대에 문헌정보학으로 개칭되었다
1969년 한국점자도서관이 설립되었다.
1976년 5월에는 아시아지역에서는 최초로 한국에서 국제도서관협회연맹대회를 개최하였다.
1987년 10월 30일 도서관법이 개정되었고  1988년 3월 25일 공포되었다. 추후 2007년에도 도서관법이 다시 개정되었다.
1990년 사서제도의 변경으로 준사서, 1·2급 정사서로 나뉘게 되었다.
2005년 라이브러리 2.0(Library 2.0)의 출현
2008년 최초의 지역대표 도서관인 한라도서관이 개관되었다. 

## 같이 보기
- 서지학
- 도서관학
- 인터넷의 역사